# Buricodava
Buricodava fue una ciudad dacia.